# Saturday Night Massacre (Episodio de Falling Skies)
Saturday Night Massacre es el séptimo episodio de la cuarta temporada y trigésimo séptimo episodio a lo largo de la serie de drama y ciencia ficción de TNT Falling Skies. Fue escrito por David Weddle y Bradley Thompson y dirigido por Olatunde Osunsanmi. Fue estrenado el 3 de agosto de 2014 en Estados Unidos y el 4 de agosto de 2014 en Latinoamérica.
Lexi emerge más poderosa y despiadada que nunca, mientras Tom y el resto de la 2nd Mass deben trabajar en conjunto con Cochise y los Volm para mantener a raya a las fuerzas invasoras, desencadenando la batalla más sangrienta de toda la ocupación Espheni.

## Argumento
Lexi emerge del capullo y declara estar harta de intentar salvar a los humanos, ya que se ha convencido de que tienen un profundo amor a las armas que los hace insalvables y decide dejar el barrio chino para irse con los Espheni; Anne intenta disuadirla y Lourdes le pide que la lleve consigo. Lexi le pide a Lourdes que se relaje mientras la toca para liberarla de todo el dolor que sufre y termina asesinándola antes la mirada atónita de todos, que estaban inmovilizados por la chica, quien se marcha.
Tom acepta ante Hal que estaba equivocado respecto a Lexi, sin embargo, el muchacho le dice que no lo juzga, ya que creyó que hacía lo correcto. Anthony regresa después de haber sido capturado y torturado por los Espheni y le cuenta a Tom que un Overlord desfigurado quemó vivo a uno de sus compañeros de patrulla. Tom capta el mensaje y entiende que se trata del Overlord del gueto, quien busca venganza por lo que le hizo. Cochise advierte que varias patrullas Espheni con Skitters, Beamers, Mechs y Mega Mechs se encuentran cercanos al barrio chino.
La 2nd Mass se moviliza y trata de retrasar el avance Espheni con la ayuda de los Volm mientras Ben insiste en buscar a Lexi porque cree que aún puede tener un poco de humanidad en ella. Por otra parte, Sara planea evitar pelear contra los Espheni pero Pope la convence que quedarse es su mejor opción para sobrevivir. Maggie y Hal arman un ataque con termitas.
Cuando Ben logra localizar a Lexi, ella toma el control sobre sus púas y lo secuestra. Los Mega Mechs atacan el barrio chino y son destruidos por Hal y Maggie, sin embargo, el ataque lleva a la ruptura de una línea de gas que provoca una explosión que mata a la mayoría de las personas, entre ellos el doctor Kadar. Tom, Weaver y Pope deciden hacerse pasar por muertos y llevar a los sobrevivientes a un refugio subterráneo mientras Hal busca desesperadamente a Maggie, a quien no ve desde la explosión y finalmente es llevado a la fuerza.
Tom decide acabar de una vez con el Overlord y se rehúsa a resguardarse en el refugio. Tector lo acompaña para enseñarle a disparar a larga distancia, sin embargo, lo deja inconsciente y resguardado y toma su lugar vestido como el Fantasma pero falla en su intento de asesinar al Overlord quien ordena a uno de los Beamers que ataque la posición del tirador. Cochise logra derribar la nave Espheni pero Tector resulta herido. Cuando un Skitter lo despoja de su máscara este hace estallar una bomba que llevaba pegada a su cuerpo.

## Elenco
| - Noah Wyle como Tom Mason. - Moon Bloodgood como Anne Glass. - Drew Roy como Hal Mason. - Connor Jessup como Ben Mason. - Maxim Knight como Matt Mason. - Colin Cunningham como John Pope. - Sarah Sanguin Carter como Maggie. - Mpho Koahu como Anthony. - Doug Jones como Cochise. - Seychelle Gabriel como Lourdes Delgado. - Scarlett Byrne como Lexi. - Will Patton como Daniel Weaver. | - Ryan Robbins como Tector Murphy. - Treva Etienne como Dingaan Botha. - Megan Danso como Denny. - Robert Sean Leonard como Roger Kadar. - Mira Sorvino como Sara. |

## Continuidad
- Denny fue vista anteriormente en Evolve or Die.
- Sara fue vista anteriormente en Mind Wars.
- Lexi sale del capullo y abandona el barrio chino.
- Los Espheni atacan el barrio chino.
- Lexi secuestra a Ben.
- Maggie queda malherida después del ataque Espheni.
- Lourdes, Roger y Tector mueren en este episodio.

## Recepción

### Recepción de la crítica
Chris Carabott de IGN calificó al episodio como grandioso y le otorgó una puntuación de 8.5 sobre 10, comentando: "Saturday Night Massacre sin duda estuvo a la altura de su nombre con tres personajes y un montón de extras que asesinados. Originalmente quería decir que esta masacre notificó que cualquiera es prescindible, pero en realidad, los personajes asesinados no tuvieron mucho impacto en la trama, para empezar. Ellos realmente eran prescindibles y esto fue una buena oportunidad de sacrificar a algunos de los miembros del reparto antes de entrar en la recta final de la temporada y de la serie".

### Recepción del público
En Estados Unidos, Saturday Night Massacre fue visto por 2.72 millones de espectadores, recibiendo 0.8 millones de espectadores entre los 18 y 49 años, de acuerdo con Nielsen Media Research.